# إثبات المساحة
إثبات المساحة (PoS) هو نوع من خوارزمية التوافق التي يتم تحقيقها من خلال إظهار الاهتمام المشروع بالخدمة من خلال تخصيص قدر من الذاكرة أو مساحة القرص لحل التحدي الذي يقدمه مزود الخدمة، تمت صياغة المفهوم في عام 2013 بواسطة دزيمبوسكي. و(بصيغة مختلفة) بواسطة أتينيس.
آلية إثبات المساحة تشبه إلى حد كبير إثبات العمل (PoW)، باستثناء أنه بدلاً من الحساب يتم استخدام التخزين لكسب العملة المشفرة، يعتمد إثبات المساحة على مقدار الذاكرة المطلوبة.

## الوصف والمفهوم
إثبات المساحة هو جزء من البيانات يرسلها المُثبَّت إلى المدقق لإثبات أن المُثبَّت قد حجز قدرًا معينًا من المساحة، من أجل التطبيق العملي يجب أن تكون عملية التحقق فعالة، أي تستهلك قدرًا صغيرًا من المساحة والوقت، ومن أجل الأمان يجب أن يكون من الصعب على المُثبَّت اجتياز التحقق إذا لم يحتفظ بالفعل بالمقدار المطالب به من المساحة.

### إثبات التخزين
يرتبط إثبات التخزين بإثبات المساحة، ولكن بدلاً من إظهار أن المساحة متاحة لحل اللغز، يُظهر المثبت أن المساحة تُستخدم بالفعل لتخزين قطعة من البيانات بشكل صحيح في وقت الإثبات.

### إثبات السعة
إثبات السعة أو القدرة هو نظام يسمح لعمال المناجم بالحساب المسبق لوظائف إثبات العمل وتخزينها على محرك الأقراص الثابتة، ويتم استخدامه بشكل عام فقط بواسطة سيغنون (بورستكوين سابقًا).

### إثبات الزمكان
إثبات الزمكان ( PoST ) هو دليل يظهر أن المُثبِت قد أمضى قدرًا من الوقت في الحفاظ على المساحة المحجوزة دون تغيير، ويرى منشئوه أن تكلفة التخزين مرتبطة ارتباطًا وثيقًا ليس فقط بسعتها، ولكن أيضًا بالوقت الذي تُستخدم فيه هذه السعة، وهو مرتبط بإثبات التخزين، على الرغم من أن إنشاء موران-أورلوف يسمح أيضًا بالمقايضة بين المكان والزمان.

## الاستخدامات
تم استخدام إثبات المساحة للكشف عن البرامج الضارة من خلال تحديد ما إذا كانت ذاكرة التخزين المؤقت للمعالج فارغة أو لا.

## أنظر أيضا
- إثبات الحصة
- برهان العمل